# Arimba
Arimba, anteriormente Santo Arina, é um distrito urbano e comuna angolana que se localiza na província da Huíla, pertencente ao município de Lubango.